# 格蘭特鎮區 (堪薩斯州波尼縣)
格蘭特鎮區（英語：Grant Township）為美國堪薩斯州波尼縣轄下的鎮區。2010年美国人口普查中該鎮區人口有195人。

## 地理
格蘭特鎮區涵蓋總面積為92.32平方（35.64平方英里）。

## 人口統計
根據2010年美國人口普查，格蘭特鎮區人口有195人，住房106戶，人口密度為2.11人/每平方公里。此鎮區居民之種族中，白人佔100%，非裔美國人佔0%，美洲原住民佔0%，亞裔美國人佔0%，太平洋島裔美國人佔0%，其他種族佔0%，混血種族則佔0%。而西班牙裔或拉丁裔美國人佔此鎮區人口的5.13%。

## 交通

### 主要公路
- 156號堪薩斯州州道

## 外部連結
- City-Data.com[永久]